# Luisa Puchol Butier

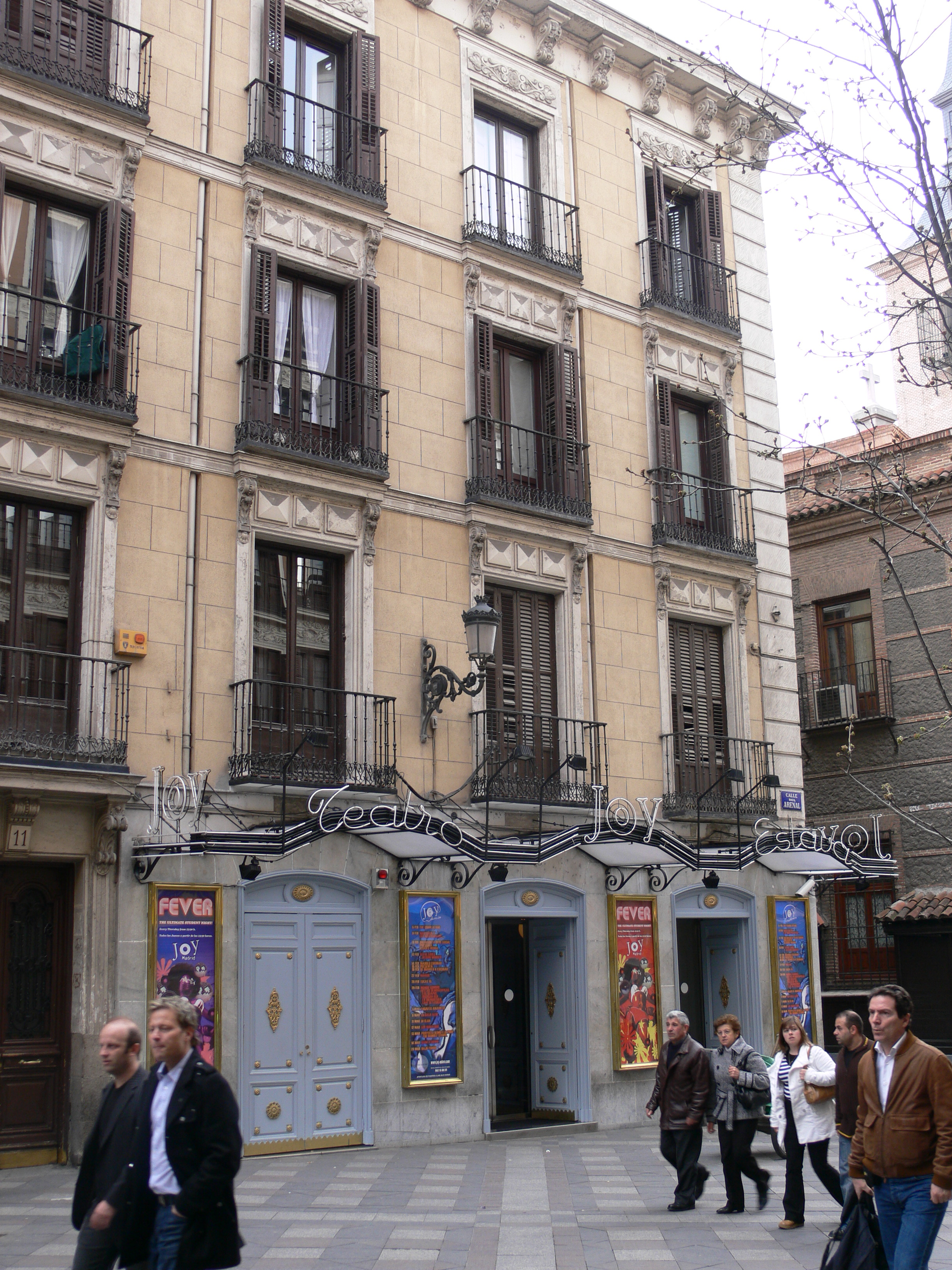
Façana del Teatro Eslava de Madrid, avui desaparegut i convertit en una discoteca i on Luisa Puchol va triomfar.

Luisa Puchol Butier (València, 16 de juny de 1892 - Madrid, 29 de juny de 1965) fou una actriu espanyola.
Era filla d'Antonio Puchol Ávila i Claudia Butier. Restà casada des de 1921 fins al seu decés, amb l'actor Mariano Ozores Francés i eren pares de Mariano, José Luis i Antonio, també actors i directors de pel·lícules. Les també pertanyents al món artístic Adriana Ozores i Emma Ozores eren netes seves. També l'actriu Maria Puchol era germana seva.
Havent manifestat des de la infància unes felices disposicions per a l'escena, s'hi dedicà ben aviat, presentant-se davant el públic a l'edat de tretze anys, en el Teatro de la Zarzuela, de Madrid, amb la sarsuela Enseñanza libre. El 1912 fou contractada com a primera tiple còmica per a Buenos Aires. El 1916 va fer una temporada molt brillant en el Teatro Martín de Madrid, estrenant l'opereta Los cuákeros, creació de gran èxit de la va començar la seva gran popularitat. La crítica li dedicà en aquesta obra grans elogis. Després passà al Teatro Eslava, dedicant-se al gènere de la comèdia.
Martínez Sierra, com a director artístic, organitzà alguns espectacles pantomímics aprofitant les aptituds coreogràfiques de Luisa, que estrenà El corregidor i la molinera, ball del mestre espanyol Manuel de Falla, que més portaren arreu del món els ballets russos, i El sapo enamorado, de Pablo Luna. El 1918 va fer un excursió per Amèrica, assolint grans èxits a Nova York en la companyia del compositor Joaquín Valverde, del que estrenà La tierra de la alegria, i al Canadà i Califòrnia, cantant cançons espanyoles. Retornà a Espanya el 1919, ingressant en la companyia d'opereta de Ramón Peña. El 1921 va contraure matrimoni amb Mariano Ozores, treballant junts en diversos teatres i formant més tard una companyia, gènere en el qual Luisa va aconseguir els seus millors èxits.